# Slag bij Marcellae (792)

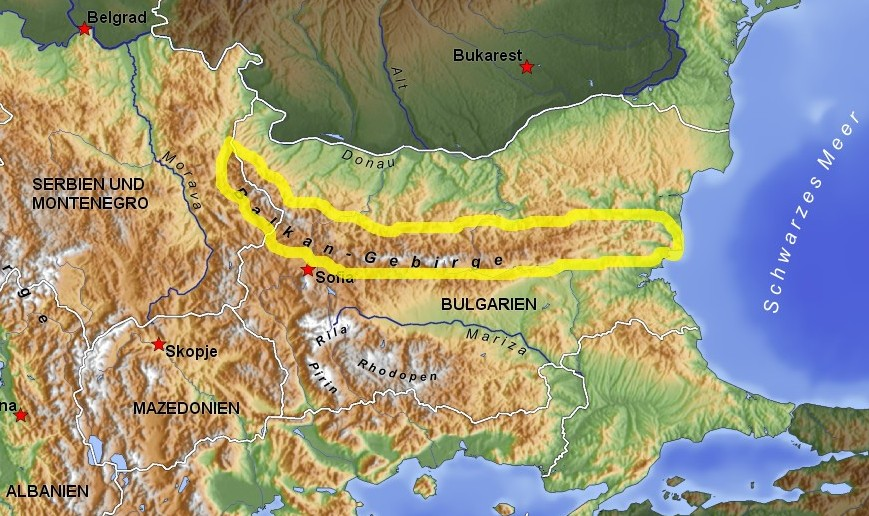
Het Balkangebergte

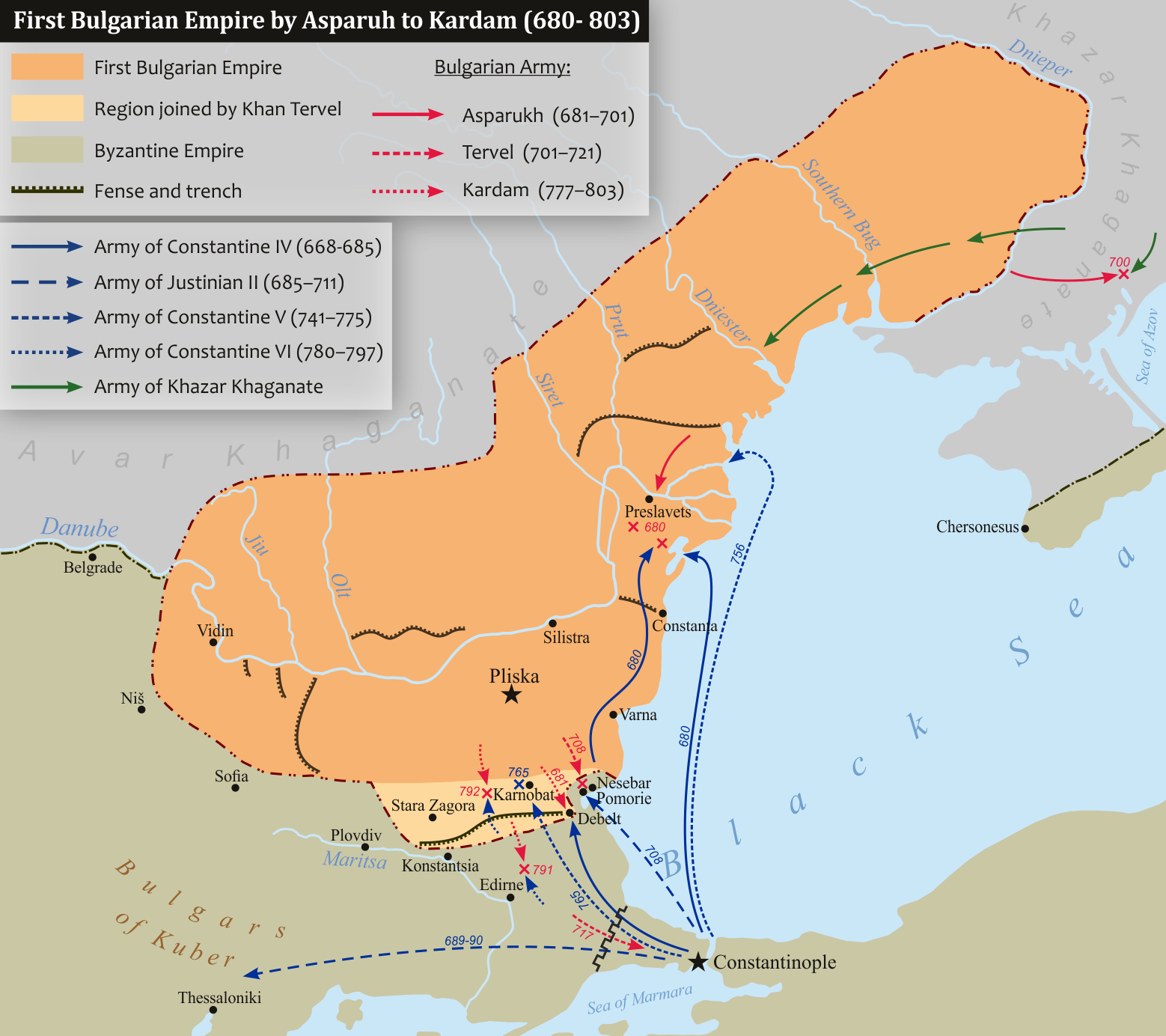
Strijdtoneel tussen 680 en 803

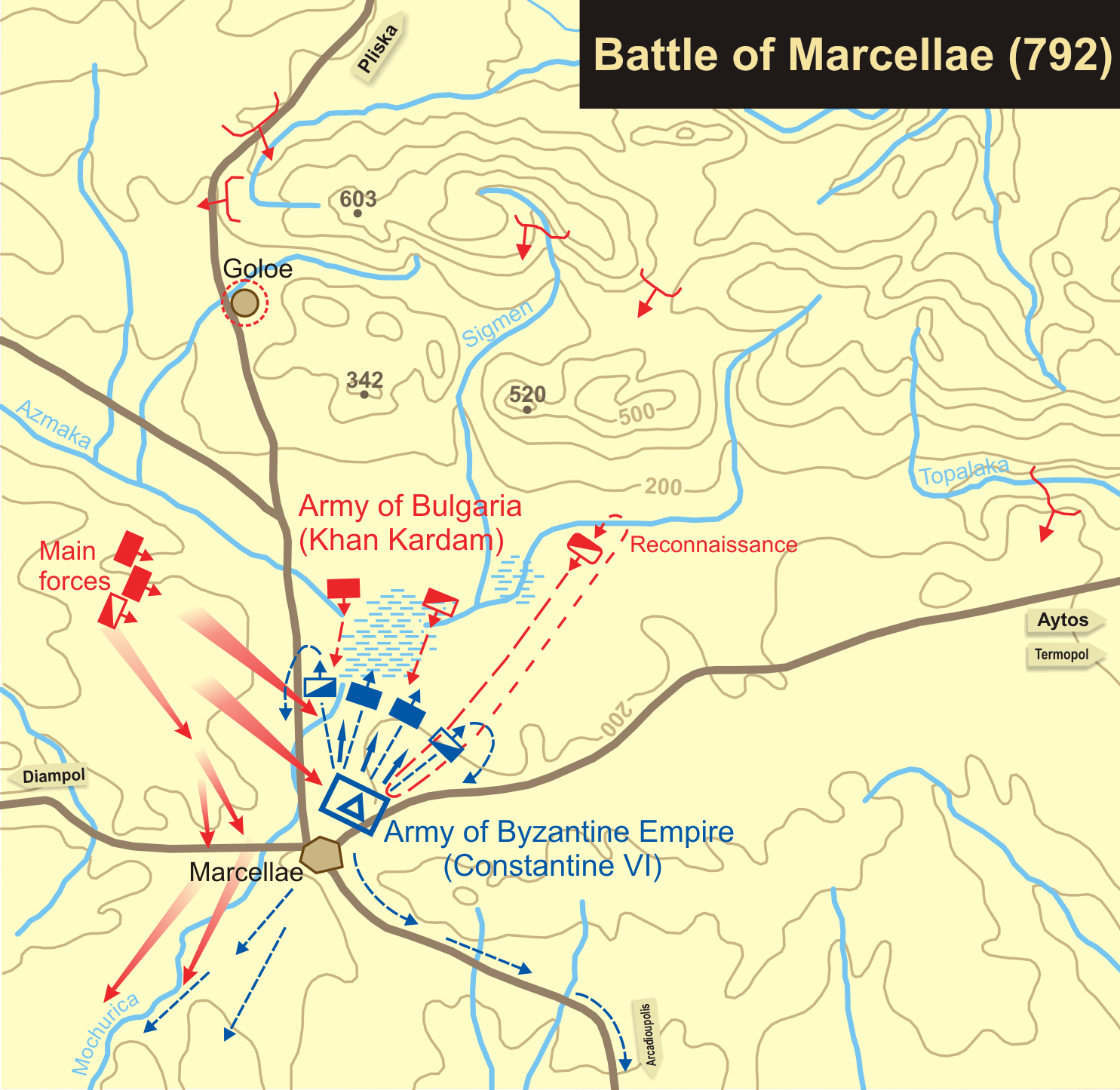
Slag bij Marcellae

De Slag bij Marcellae (Bulgaars: Битката при Маркели, Grieks: Μάχη των Μαρκελλών) vond plaats in 792 bij Marcellae (Markeli), nabij het huidige Karnobat in het zuidoosten van Bulgarije, dezelfde plaats waar in 756 ook een slag plaats vond. Het was een veldslag in de Byzantijns-Bulgaarse oorlogen, de Byzantijnen werden geleid door keizer Constantijn VI en de van Bulgaren stonden onder de leiding van khan Kardam. Het was een overwinning voor de Bulgaren, de Byzantijnen werden gedwongen zich terug te trekken en vluchtten naar Constantinopel.

## Achtergrond
Sinds het ontstaan van het Eerste Bulgaarse Rijk was de opzet van het Byzantijnse Rijk om de Bulgaren uit de Balkan te verdrijven. De haat van de Bulgaren tegen de Byzantijnen vindt zijn oorsprong in het verraad van keizer Justinianus II Rhinotmetos ten opzichte van khan Tervel, nadat hij de keizer terug op de troon had geholpen. Keizer Constantijn V Kopronymos (741-775) poogde hen terug te drijven over de rivier de Donau, maar slaagde daar niet in. Keizer Constantijn VI zijn plan was realistischer en had als bovengrens het Balkangebergte voor ogen. Zijn idee was een fort te bouwen ter hoogte van Karnobat gelegen aan de voet van twee bergpassen. Khan Kardam, die daar het gevaar van inzag, trok ten oorlog.

## De slag
Het duurde enkele dagen vooraleer de keizer durfde aan te vallen. Volgens de Byzantijnse kroniekschrijver Theophanes de Belijder werd Constantijn door "valse astrologen" ervan overtuigd aan te vallen wanneer de sterren gunstig stonden. Dit gaf de Bulgaren de tijd om in het geheim, achter de heuvels, het slagveld te omsingelen. Het ruige terrein was een  nadeel voor het oprukkende Byzantijnse leger en de rangen vielen uit elkaar. Kardam maakte van de situatie gebruik en viel aan. De Bulgaarse cavalerie omsingelde de Byzantijnen en sneed hun toevoerlijnen af. De Bulgaren veroverden de voorraden, de schatkamer en de tent van de keizer. Ze verjaagden Constantijn  terug naar Constantinopel en doodden een groot aantal soldaten. Veel Byzantijnse commandanten en officieren kwamen om in de strijd.

## Nasleep
Constantijn werd gedwongen schatting te betalen aan khan Kardam. Vier jaar later weigerden de Byzantijnen nog te betalen en de oorlogen werden hervat.